# Zero Waste Life
『Zero Waste Life』（ゼロ・ウェスト・ライフ）はNHKワールドTVで放送されている持続可能な開発目標のうち、地球環境に直接関係するテーマを取り上げた教養番組・ドキュメンタリー番組である。
番組では「mottainai（もったいない）」精神を大切にしてきた日本人のリサイクルでモノを大切にする姿を描いた1本15分のドキュメンタリーである。

## 放送時間
いづれも英語放送
- NHKワールドTV（視聴対象:日本国外の各放送機関・ケーブルテレビ局、並びに日本国内の在日外人向けのひかりTV・一部地域ケーブルテレビ局） [1]　金曜日 10:45-11:00（初回）、15:45-16:00、21:45-22:00、土曜日 2:45-3:00、7:45-8:00
- NHK BS1→NHK BS（2023年4月放送開始[2]　金曜日 4:30-4:45　原則として2022年度までに放送されたエピソードからの抜粋アンコール。スポーツ中継による休止となる場合あり）